# ルクア体

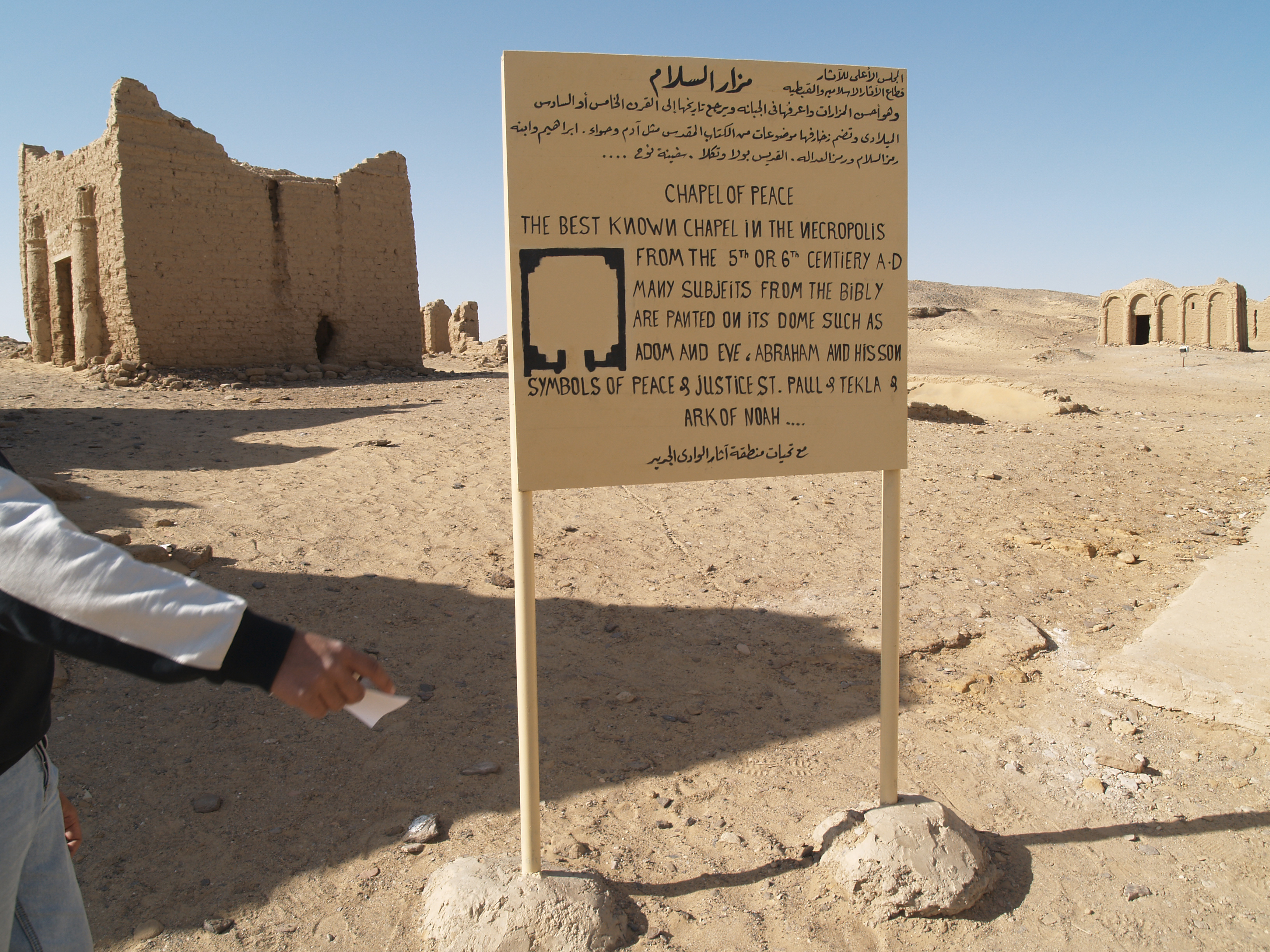
エジプト・アル＝バガワートにある墓地の案内板。ルクア体で表記されている。

ルクア体（ルクアたい、アラビア語: رقعة、ラテン文字:RuqʿahもしくはRiqʿah）はアラビア文字を記す際に用いられる書体の一つである。ルクア体は21世紀現在、手書きで広く一般的に用いられる書体となっている。ルクア体の特徴は短く直線的な箇所と振れ幅の小さい曲線形を組み合わせた形にある。この形式はルクア体以前に出現したスルス体やナスフ体に由来していると考えられている。ルクア体は明快で可読性が高く、日常生活の手書きが必要な場面において最も簡便に利用できる書体である。下の例では手描きでほとんど用いることのない母音をすべて書き表しているため、一般的なルクア体の例にはなっていない。
ルクア体は、トルコでは「オスマン書体」として知られており、オスマン帝国時代に作成された文書の大部分がルクア体を用いている。書法の簡便さから、ルクア体はオスマン帝国において最も一般的な書体であった。ルクア体は書籍や雑誌の表題や商業広告、学生に手渡される表彰状や卒業証書で広く一般的に用いられている書体でもある。